# Црвань (гора)
Црвань (серб. Црвањ) — гора в Боснии и Герцеговине на территории Республике Сербской, в общине Невесине. Высота составляет 1920 метров над уровнем моря. На севере омывается рекой Неретва, на юге и юго-западе граничит с Невесиньско-Полем, а на востоке с плато Морина. С горы стекают притоки Неретвы: Живаньски-поток и Йезерница. Север и северо-восток горы покрыт дубовыми и сосновыми лесами, а остальные склоны заняты пастбищами. Постоянные населенные пункты на горе отсутствуют. 